# Buhn
Der Buhn ist mit 169,7 m ü. NHN die höchste Erhebung des Vlothoer Ortsteils Uffeln und der höchste Berg des Kreises Herford östlich der Weser. Bis Ende 1972 gehörte er zum Kreis Minden. An seinem höchsten Punkt im Wald „Neuer Hau“ befinden sich ein Wasserbehälterhaus und ein Mobilfunkmast.
Der Buhn macht einen Großteil der Fläche des Ortsteils Uffeln aus. Er fällt an seiner südöstlichen Seite steil ab. Unterhalb dieses Steilhangs verläuft die Bahnstrecke Elze–Löhne. Der Name Buhn ist gleichbedeutend mit erhöhter Fläche (vgl. das Wort Bühne). Er ragt zugleich wie eine Buhne in die Weser, die ihn in einem großen Bogen umrundet.
Über den Buhn verläuft eine 220-kV-Hochspannungsleitung, die das Umspannwerk beim ehemaligen Gemeinschaftskraftwerk Veltheim mit dem Umspannwerk Bielefeld-Ost verbindet. Auf ihm befindet sich ein Hünengrab, das 1933 durch Friedrich Langewiesche untersucht wurde.

## Ortslage
Buhn bezeichnet zugleich eine Ortslage des Ortsteils Uffeln. Dort befindet sich auch das Gewerbegebiet „Buhn“/„Möllberger Straße“. Ein Großteil der Fläche des Buhns wird landwirtschaftlich genutzt und ist Landschaftsschutzgebiet; ein kleiner Teil ist Wald und Wohnbebauung sowie als Wasserschutzgebiet ausgewiesen. Bis zur Eröffnung der neuen Grundschule Uffeln gab es eine eigene Volksschule auf dem Buhn, die danach als Flüchtlingsunterkunft genutzt wurde.

## Landschaftsschutzgebiete
Landschaftsschutzgebiete auf dem Buhn sind der „Hangwald Buhn“, der „Talbereich Schmiedebusch“, der „Hang-/Talbereich Höferbrink“, der „Siek Kriegerweg“, „Rührups Mühle“, „Westenholz“, „Twielenborn“ und „Buhnsiek“. Die bewaldeten Bachläufe sind geschützte Biotope.